# Akis Tsochatzopoulos
Apostolos-Athanasios' Akis' Tsochatzopoulos (Atenas, 31 de julho de 1939 – 27 de agosto de 2021) foi um político grego e figura principal do partido Movimento Socialista Panhelénico.
Tsochatzopoulos nasceu em Atenas, em 31 de julho de 1939. Estudando engenharia civil e economia em Munique, logo cedo Tsochatzopoulos se tornou em um estreito aliado político de Andréas Papandréu.
Em outubro de 2013, antigo ministro da Defesa grego, foi condenado a vinte anos de prisão efetiva por branqueamento de seis milhões de euros, utilizados em subornos durante a compra de veículos blindados, quatro submarinos e mísseis antiaéreos russos, quando ocupava a pasta da Defesa.
Tsochatzopoulos morreu em 27 de agosto de 2021, aos 82 anos de idade.